# Gareth Hughes
Gareth Thomas Llewelyn Hughes (Gisborne, Gisborne; 31 d'octubre de 1981) és un polític neozelandès i diputat de la Cambra de Representants de Nova Zelanda des del febrer de 2010. És membre del Partit Verd.

## Inicis
Hughes va néixer a Gisborne, a la regió de Gisborne, el 31 d'octubre de 1981. Allí va créixer a l'anar a l'Escola Secundària de Nois de Gisborne (Gisborne Boys' High School). Va graduar-se amb un BA en religió i història i un grau en política de la Universitat Victòria de Wellington. Entre el 2000 i 2005 treballà per Greenpeace a Nova Zelanda i Austràlia. Entre el 2005 i 2010 treballaria pel Partit Verd.

## Diputat
| Parlament de Nova Zelanda |      |                |        |        |
| Anys                      | Leg. | Circumscripció | Llista | Partit |
| 2010-2011                 | 49   | Llista         | 11     | Verd   |
| 2011-actualitat           | 50   | Llista         | 7      | Verd   |

Per a les eleccions generals neozelandeses de 2008 Hughes seria candidat pel Partit Verd a la circumscripció electoral d'Ōhariu. Quedà en quart lloc amb el 7,06% del vot. Al trobar-se onzè en la llista electoral del partit i aquest partit rebre tan sols nou escons, Hughes no fou elegit com a diputat de llista.
En dimitir l'excolíder del Partit Verd Jeanette Fizsimons el febrer de 2010, Hughes es trobava següent en la llista del partit. Hughes fou declarat electe l'11 de febrer. Començà a ser diputat a partir del dia 16.
En les eleccions de 2011 seria elegit com a diputat de llista al trobar-se setè en la llista del Partit Verd, ja que el partit va rebre catorze escons. A més, fou candidat de nou a Ōhariu on en aquesta ocasió rebria el 5,80% del vot.

## Vida personal
Està casat amb Meghan Hughes i tenen dos fills.